# Danielle Souanin
 (mars 2025).
- Si vous ne connaissez pas le sujet, laissez ce bandeau (vous pouvez alors contacter les auteurs).
- Si vous supprimez le contenu mis en cause (vous pouvez préalablement contacter les auteurs),

argumentez précisément cette suppression dans la page de discussion
(un manque de référence n'est pas un argument ; une recherche réelle de référence doit avoir été effectuée, être formellement documentée).
Danielle Denise Souanin, née le 24 avril 1934 à Alger (Algérie), est une sculptrice et artiste peintre française.

## Biographie
Danielle Souanin naît en 1934. Elle est d'abord élève à l’atelier Thérèse Clément à Paris en 1950, puis à l’atelier Boucheron à Paris en 1952 et à l’atelier Souverbi à Paris en 1953. Parallèlement, elle étudie en auditeur libre à l’École du Louvre à Paris. Elle retourne à Alger de 1954 à 1956 où elle étudie à l'École des beaux-arts d'Alger.
Elle a une fille en 1956 puis un fils en 1959. Elle divorce trois ans après son retour d’Algérie en 1963 puis se remarie en 1964 avec le docteur Jean Hartmann, vivant de longues années avec lui avenue de la Grande-Armée à Paris.
En 1964, elle crée une agence de relations publiques où elle s’occupe de la maison de haute couture Michel Tellin, à qui elle fait réaliser la robe la plus chère du monde avec Van Cleef & Arpels et portée par Gina Lollobrigida. Elle organise une manifestation pour la maison Olivier de Verlon au théâtre Marigny présentée par les Ballets René Golliard.
Parallèlement, elle continue à l’atelier Thérèse Clément Paris de 1964 à 1966 avant d’aller à l’Académie Julian de 1967 à 1968.
Elle est élève de Jean Terles, peintre et professeur d’histoire de l’art à la manufacture des Gobelins de 1968 à 1975.
Elle s’occupe en octobre 1986 de la coordination artistique de l’espace de communication du Blanc Centre Inter-Médias Jean-Paul II Lyon où elle présente une Vierge à l'Enfant, vendue plus tard à la salle des ventes d’Arles pour 800 000 francs. Elle reçoit la médaille du Prestige européen, commandeur de l’ordre de l’étoile de l’Europe, dignitaire dans la chevalerie européenne du travail décernés par la SEIMP en 1987.
En 2001, elle réalise une sculpture monumentale La Cathédrale des Droits de l'homme et du citoyen, dont une réplique  réalisée par un maître verrier se trouve à la mairie de Roanne.
En 2013, Danielle Souanin lègue à la ville d'Istres une partie de son œuvre. Des expositions sont organisées par la ville chaque année.
En 2018 la mairie d'Istres organise une conférence autour de son dernier livre répertoriant toute la donation Danielle Souanin à la ville.

## Thèmes
Elle peint des fantômes et des larves évoquant la violence, le désespoir et l'apocalypse.

## Expositions
- En 1975, elle expose à la galerie Marcel Bernheim[2] et participe au Festival international de peinture et d’art à Saint-Germain-des-Prés.
- En 1976, elle participe à l’exposition Art Vie et Nature au Koweït, ainsi qu’à la mairie de Perpignan avec des sculptures de Gio Colucci ; et au musée Baron Gérard de Bayeux en 1977.
- En 1980, elle fait deux très importantes expositions à la Fondation Strafor, boulevard Haussmann et en 1982 au Centre d’art contemporain de Rouen.
- En janvier 1983, elle expose au Grand Orient de France à Paris, et réalise en mars l’affiche « Journée des Droits de la Femme », après avoir gagné le concours organisé par le Ministère des Droits de la Femme. Elle expose parallèlement à la galerie Paolo Santini à Paris ; puis participe au Festival d’art contemporain de Gisors.
- À l'origine de la création de la fonderie Les Sables Noirs, fonderie de bronze d'art aujourd'hui labellisée Entreprise du Patrimoine vivant. Elle crée de nombreuses sculptures-trophées[3]. En 1984, elle crée les Oscars de la Beauté Marie France (SN), lancement chez Maxim's Paris et réalise le trophée du 2e Festival international mécénat d’entreprise Admical. Elle expose à la galerie Ellen Bessis rue Boissière (Paris 16e) de 1984 à 1985.
- À partir de 1986, elle réalise les trophées du Press Club de Roanne, les trophées de la Réussite de la Loire et les Oscars du Roannais.
- De 1987 à 1993, elle crée le trophée « Caméra d'or » du Festival de Cannes commandé par la fonderie d’art les Sables Noirs.
- De 1988 à 1994, elle crée le Prix Pierre Lazareff pour le Press Club de France, et les Oscars du Mécénat pour Admical.
- En 1988, elle réalise le trophée Course de la Vanille pour le Crédit local de France et le trophée Antenne 2.
- En 1990, elle crée les trophées France Télécom.
- En 1993, elle réalise deux trophées commandés par Le Journal le film français et remis à Jean-Jacques Annaud et Jeanne Moreau pour le film L’Amant, et l’autre pour Ridley Scott pour son film 1492 : Christophe Colomb avec Gérard Depardieu ; puis crée un trophée pour la ville d’Istres , une sculpture « Terre Mère » pour les laboratoires Doms, le « Super Sem d'or » pour le Crédit local de France, et un trophée pour la société Eurest France.
- En 1994, elle met en volume le trophée du Rallye Dakar, trophée toujours existant aujourd’hui.
- En 1996, elle crée une sculpture pour la société Évian et un bas relief en bronze commémorant Jeanne Chézard de Matel pour la ville de Roanne.
- En 1997, c’est le trophée du « Mouton Cadet » qu’elle met en volume, avant de créer le trophée de la « Rose d’Or de la Chanson Française »
- En 2012, elle expose à Istres à la chapelle Saint-Sulpice[4].
- En mai 2013, elle expose à nouveau à Istres.
- Du 26 octobre au 17 novembre 2016, elle expose à nouveau à Istres.